# Grand Prix Criquielion 2015
La 22e édition du Grand Prix Criquielion a eu lieu le 17 mai 2015. La course fait partie du calendrier UCI Europe Tour 2015 en catégorie 1.2. C'est également la troisième épreuve de la Topcompétition 2015 ainsi que la troisième de la Lotto Wallonia Cup 2015.
L'épreuve a été remportée le Belge Jelle Wallays (Topsport Vlaanderen-Baloise) qui s'impose en solitaire avec 40 secondes d'avance sur son coéquipier et compatriote Jef Van Meirhaeghe et 42 sur le Français Thomas Vaubourzeix (Veranclassic-Ekoï).
De plus, Wallays remporte le classement de la montagne.

## Présentation

### Équipes
Classé en catégorie 1.2 de l'UCI Europe Tour, le Grand Prix Criquielion est par conséquent ouvert aux équipes continentales professionnelles belges, aux équipes continentales, aux équipes nationales et aux équipes régionales et de clubs.
Initialement prévues, les formations 3M, ABC Elite, An Post-ChainReaction et GF Pro-Fachklinik Dr. Herzog ne prennent pas le départ de l'épreuve. Vingt-quatre équipes participent à ce Grand Prix Criquielion - deux équipes continentales professionnelles, dix équipes continentales et douze équipes régionales et de clubs :
| Équipes continentales professionnelles | Équipes continentales professionnelles | Équipes continentales professionnelles |
| Nom de l'équipe                        | Pays                                   | Code                                   |
| -------------------------------------- | -------------------------------------- | -------------------------------------- |
| Topsport Vlaanderen-Baloise            | Belgique                               | TSV                                    |
| Wanty-Groupe Gobert                    | Belgique                               | WGG                                    |

| Équipes continentales          | Équipes continentales | Équipes continentales |
| Nom de l'équipe                | Pays                  | Code                  |
| ------------------------------ | --------------------- | --------------------- |
| Cibel                          | Belgique              | CIB                   |
| Colba-Superano Ham             | Belgique              | CSH                   |
| Color Code-Aquality Protect    | Belgique              | CCB                   |
| Differdange-Losch              | Luxembourg            | CCD                   |
| Sunweb-Napoleon Games          | Belgique              | SUN                   |
| T.Palm-Pôle Continental Wallon | Belgique              | PCW                   |
| Vastgoedservice-Golden Palace  | Belgique              | VGS                   |
| Veranclassic-Ekoï              | Belgique              | VER                   |
| Verandas Willems               | Belgique              | WIL                   |
| Wallonie-Bruxelles             | Belgique              | WBC                   |

| Équipes régionales et de clubs | Équipes régionales et de clubs | Équipes régionales et de clubs |
| Nom de l'équipe                | Pays                           | Code                           |
| ------------------------------ | ------------------------------ | ------------------------------ |
| Asfra Racing Oudenaarde        | Belgique                       | ASF                            |
| Baguet-MIBA Poorten-Indulek    | Belgique                       | BMP                            |
| BCV Works-Soenens              | Belgique                       | BCV                            |
| CC Nogent-sur-Oise             | France                         | NOG                            |
| EFC-Etixx                      | Belgique                       | EFC                            |
| Lotto-Soudal U23               | Belgique                       | LTU                            |
| Ottignies-Perwez               | Belgique                       | OTP                            |
| Profel United                  | Belgique                       | PFU                            |
| Prorace                        | Belgique                       | PRO                            |
| Van Der Vurst-Hiko             | Belgique                       | VDV                            |
| VL Technics-Experza-Abutriek   | Belgique                       | VLT                            |
| Wetterse Dakwerken-Trawobo-VDM | Belgique                       | WDT                            |

### Règlement de la course

#### Primes
Les vingt prix sont attribués suivant le barème de l'UCI,. Le total général des prix distribués est de 6 010 €.
| Position | 1er     | 2e      | 3e    | 4e    | 5e    | 6e    | 7e    | 8e    | 9e    | 10e à 20e |
| Prix     | 2 425 € | 1 210 € | 607 € | 305 € | 240 € | 180 € | 180 € | 118 € | 118 € | 57 €      |

## Classements

### Classement final
Sur les 161 coureurs qui ont pris le départ, 134 franchissent la ligne d'arrivée. De plus les résultats sur le site officiel de l'UCI mentionnent que deux autres coureurs de l'équipe VL Technics-Experza-Abutriek, à savoir les Belges Mathias Ballet et Maxim Heytens, ont abandonné alors qu'il ne sont pas inscrits ni pris part à la course.
| Classement final | Classement final   | Classement final | Classement final             | Classement final  |
|                  | Coureur            | Pays             | Équipe                       | Temps             |
| ---------------- | ------------------ | ---------------- | ---------------------------- | ----------------- |
| 1er              | Jelle Wallays      | Belgique         | Topsport Vlaanderen-Baloise  | en 4 h 21 min 2 s |
| 2e               | Jef Van Meirhaeghe | Belgique         | Topsport Vlaanderen-Baloise  | + 40 s            |
| 3e               | Thomas Vaubourzeix | France           | Veranclassic-Ekoï            | + 42 s            |
| 4e               | Daan Myngheer      | Belgique         | Verandas Willems             | + 57 s            |
| 5e               | Tom Bosmans        | Belgique         | VL Technics-Experza-Abutriek | + 57 s            |
| 6e               | Kenneth Van Rooy   | Belgique         | Lotto-Soudal U23             | + 57 s            |
| 7e               | Kenny De Ketele    | Belgique         | Topsport Vlaanderen-Baloise  | + 1 min 2 s       |
| 8e               | Dries De Bondt     | Belgique         | Verandas Willems             | + 1 min 51 s      |
| 9e               | Joeri Stallaert    | Belgique         | Cibel                        | + 1 min 51 s      |
| 10e              | Justin Jules       | France           | Veranclassic-Ekoï            | + 1 min 51 s      |
| modifier         |                    |                  |                              |                   |

### Classements annexes
| \| Classement de la montagne[1] \| Classement de la montagne[1] \| Classement de la montagne[1] \| Classement de la montagne[1] \| Classement de la montagne[1] \| \| ---------------------------- \| ---------------------------- \| ---------------------------- \| ---------------------------- \| ---------------------------- \| \| \| Coureur \| Pays \| Équipe \| Point(s) \| \| 1er \| Jelle Wallays \| Belgique \| Topsport Vlaanderen-Baloise \| 31 points \| \| 2e \| Thomas Vaubourzeix \| France \| Veranclassic-Ekoï \| 12 pts \| \| 3e \| Jef Van Meirhaeghe \| Belgique \| Topsport Vlaanderen-Baloise \| 8 pts \| \| modifier \| \| \| \| \| |                    |          |                             |           |
| Classement de la montagne |                    |          |                             |           |
| | Coureur            | Pays     | Équipe                      | Point(s)  |
| 1er | Jelle Wallays      | Belgique | Topsport Vlaanderen-Baloise | 31 points |
| 2e | Thomas Vaubourzeix | France   | Veranclassic-Ekoï           | 12 pts    |
| 3e | Jef Van Meirhaeghe | Belgique | Topsport Vlaanderen-Baloise | 8 pts     |
| modifier |                    |          |                             |           |

### Classement de la Topcompétition

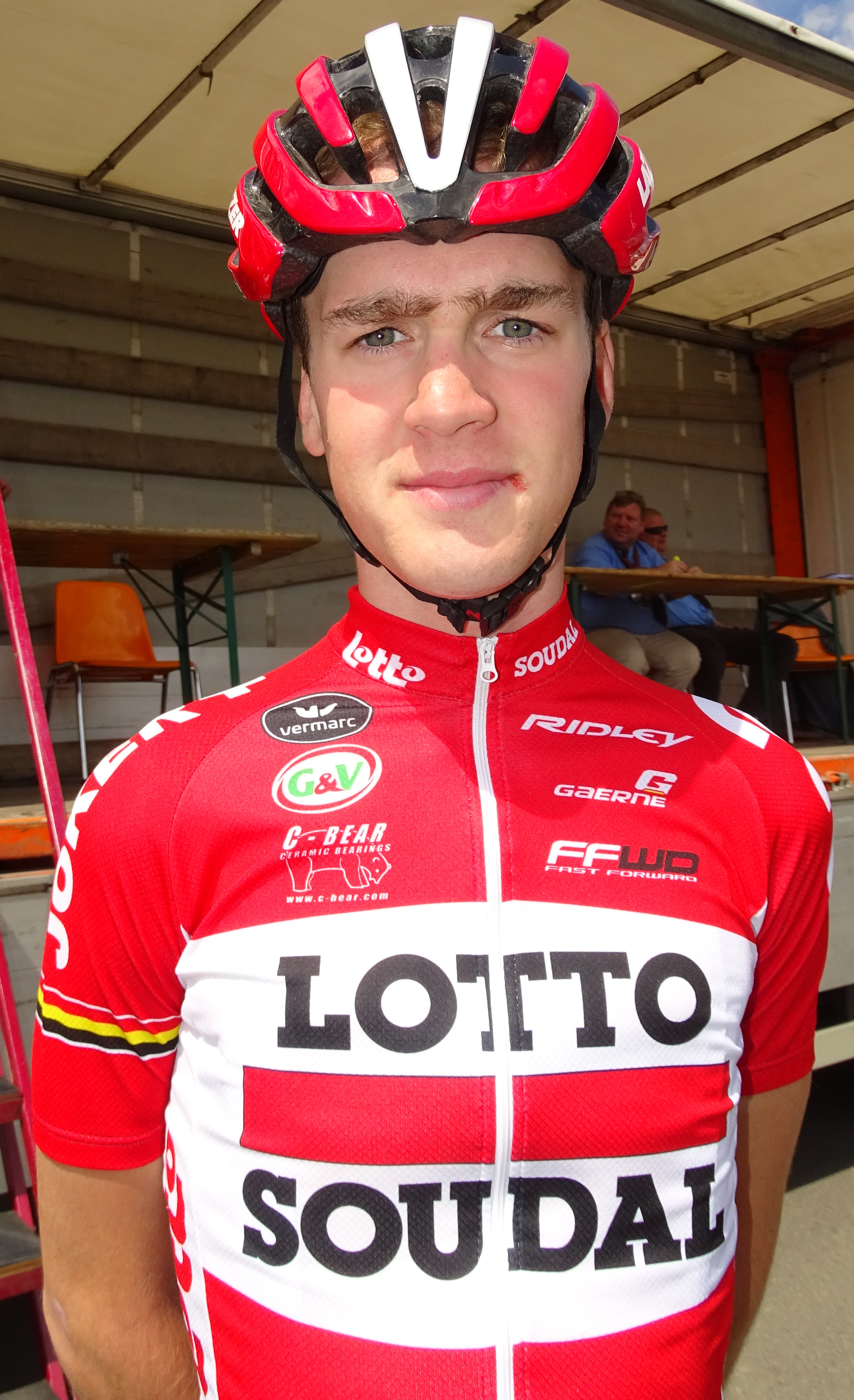
Dries Van Gestel est le leader de la Topcompétition.

| Top dix de la Topcompétition à l'issue de la 3e manche | Top dix de la Topcompétition à l'issue de la 3e manche | Top dix de la Topcompétition à l'issue de la 3e manche | Top dix de la Topcompétition à l'issue de la 3e manche | Top dix de la Topcompétition à l'issue de la 3e manche |
| ------------------------------------------------------ | ------------------------------------------------------ | ------------------------------------------------------ | ------------------------------------------------------ | ------------------------------------------------------ |
|                                                        | Coureur                                                | Pays                                                   | Équipe                                                 | Point(s)                                               |
| 1er                                                    | Dries Van Gestel                                       | Belgique                                               | Lotto-Soudal U23                                       | 43 points                                              |
| 2e                                                     | Robby Cobbaert                                         | Belgique                                               | BCV Works-Soenens                                      | 41 pts                                                 |
| 3e                                                     | Kenneth Van Rooy                                       | Belgique                                               | Lotto-Soudal U23                                       | 39 pts                                                 |
| 4e                                                     | Benjamin Declercq                                      | Belgique                                               | EFC-Etixx                                              | 36 pts                                                 |
| 5e                                                     | Maxime Farazijn                                        | Belgique                                               | EFC-Etixx                                              | 32 pts                                                 |
| 6e                                                     | Cédric Defreyne                                        | Belgique                                               | BCV Works-Soenens                                      | 31 pts                                                 |
| 7e                                                     | Robin Mertens                                          | Belgique                                               | Prorace                                                | 31 pts                                                 |
| 8e                                                     | Daan Myngheer                                          | Belgique                                               | Verandas Willems                                       | 30 pts                                                 |
| 9e                                                     | Christophe Noppe                                       | Belgique                                               | EFC-Etixx                                              | 30 pts                                                 |
| 10e                                                    | Laurens De Plus                                        | Belgique                                               | Lotto-Soudal U23                                       | 28 pts                                                 |
| modifier                                               |                                                        |                                                        |                                                        |                                                        |

| \| \| Top dix de la Topcompétition à l'issue de la 3e manche[5] \| | \| \| Top dix de la Topcompétition à l'issue de la 3e manche[5] \| | \| \| Top dix de la Topcompétition à l'issue de la 3e manche[5] \| | \| \| Top dix de la Topcompétition à l'issue de la 3e manche[5] \| |
| ------------------------------------------------------------------ | ------------------------------------------------------------------ | ------------------------------------------------------------------ | ------------------------------------------------------------------ |
|                                                                    | Équipe                                                             | Pays                                                               | Point(s)                                                           |
| 1                                                                  | Lotto-Soudal U23                                                   | Belgique                                                           | 82                                                                 |
| 2                                                                  | EFC-Etixx                                                          | Belgique                                                           | 70                                                                 |
| 3                                                                  | VL Technics-Experza-Abutriek                                       | Belgique                                                           | 67                                                                 |
| 4                                                                  | Prorace                                                            | Belgique                                                           | 62                                                                 |
| 5                                                                  | BCV Works-Soenens                                                  | Belgique                                                           | 61                                                                 |
| 6                                                                  | 3M                                                                 | Belgique                                                           | 54                                                                 |
| 7                                                                  | Ottignies-Perwez                                                   | Belgique                                                           | 54                                                                 |
| 8                                                                  | Cibel                                                              | Belgique                                                           | 52                                                                 |
| 9                                                                  | Color Code-Aquality Protect                                        | Belgique                                                           | 50                                                                 |
| 10                                                                 | Profel United                                                      | Belgique                                                           | 46                                                                 |
|                                                                    | Top dix de la Topcompétition à l'issue de la 3e manche             |                                                                    |                                                                    |

|  | Top dix de la Topcompétition à l'issue de la 3e manche |

### UCI Europe Tour
Ce Grand Prix Criquielion attribue des points pour l'UCI Europe Tour 2015, par équipes seulement aux coureurs des équipes continentales professionnelles et continentales, individuellement à tous les coureurs sauf ceux faisant partie d'une équipe ayant un label WorldTeam.
| Position,          | 1er | 2e | 3e | 4e | 5e | 6e | 7e | 8e |
| Classement général | 40  | 30 | 16 | 12 | 10 | 8  | 6  | 3  |

## Liste des participants
- Liste de départ complète

| Légende | Légende                                                                    | Légende | Légende                                                    |
| ------- | -------------------------------------------------------------------------- | ------- | ---------------------------------------------------------- |
| Num     | Dossard de départ porté par le coureur sur ce Grand Prix Criquielion       | Pos     | Position à l'arrivée de la course                          |
|         | Indique un maillot de champion national ou mondial, suivi de sa spécialité | NP      | Indique un coureur qui n'a pas pris le départ de la course |
| AB      | Indique un coureur qui n'a pas terminé la course                           | HD      | Indique un coureur qui a terminé la course hors des délais |

| Lotto-Soudal U23 LTU          | Lotto-Soudal U23 LTU     | Lotto-Soudal U23 LTU |
| ----------------------------- | ------------------------ | -------------------- |
| Num                           | Coureur                  | Pos                  |
| 1                             | Kevin Deltombe (BEL)     | 83e                  |
| 2                             | Laurens De Plus (BEL)    | 96e                  |
| 3                             | Michael Goolaerts (BEL)  | 121e                 |
| 4                             | Dries Van Gestel (BEL)   | 25e                  |
| 5                             | Mathias Van Gompel (BEL) | 93e                  |
| 6                             | Brecht Ruyters (BEL)     | 112e                 |
| 7                             | Kenneth Van Rooy (BEL)   | 6e                   |
| Directeur sportif : Carl Roes |                          |                      |

| EFC-Etixx EFC                    | EFC-Etixx EFC             | EFC-Etixx EFC |
| -------------------------------- | ------------------------- | ------------- |
| Num                              | Coureur                   | Pos           |
| 8                                | Piet Allegaert (BEL)      | 43e           |
| 9                                | Maxime De Poorter (BEL)   | 68e           |
| 10                               | Maxime Farazijn (BEL)     | 35e           |
| 11                               | Lindsay De Vylder (BEL)   | 42e           |
| 12                               | Matthias Vandewalle (BEL) | 120e          |
| 13                               | Gill Meheus (BEL)         | 103e          |
| 14                               | Jordi Warlop (BEL)        | 13e           |
| Directeur sportif : Benny Engels |                           |               |

| Color Code-Aquality Protect CCB              | Color Code-Aquality Protect CCB | Color Code-Aquality Protect CCB |
| -------------------------------------------- | ------------------------------- | ------------------------------- |
| Num                                          | Coureur                         | Pos                             |
| 15                                           | Maximilien Picoux (BEL)         | 52e                             |
| 16                                           | Anthony Vandrepotte (BEL)       | 71e                             |
| 17                                           | Antoine Loy (BEL)               | 84e                             |
| 18                                           | Charlie Arimont (BEL)           | 133e                            |
| 19                                           | Franklin Six (BEL)              | 97e                             |
| 20                                           | Hugo De Winter (BEL)            | 85e                             |
| 21                                           | Martin Palm (BEL)               | AB                              |
| Directeur sportif : Jean-Denis Vandenbroucke |                                 |                                 |

| Verandas Willems WIL                      | Verandas Willems WIL       | Verandas Willems WIL |
| ----------------------------------------- | -------------------------- | -------------------- |
| Num                                       | Coureur                    | Pos                  |
| 22                                        | Dimitri Claeys (BEL)       | AB                   |
| 23                                        | Dries De Bondt (BEL)       | 8e                   |
| 24                                        | Daan Myngheer (BEL)        | 4e                   |
| 25                                        |                            |                      |
| 26                                        | Emiel Wastyn (BEL)         | 18e                  |
| 27                                        | Elias Van Breussegem (BEL) | 132e                 |
| 28                                        |                            |                      |
| Directeur sportif : Ivan De Schamphelaere |                            |                      |

| BCV Works-Soenens BCV              | BCV Works-Soenens BCV     | BCV Works-Soenens BCV |
| ---------------------------------- | ------------------------- | --------------------- |
| Num                                | Coureur                   | Pos                   |
| 29                                 | John-Ross Clauw (BEL)     | 81e                   |
| 30                                 | Robby Cobbaert (BEL)      | 41e                   |
| 31                                 | Cédric Defreyne (BEL)     | 15e                   |
| 32                                 | Tijs Delbaere (BEL)       | 105e                  |
| 33                                 | Edward Planckaert (BEL)   | 104e                  |
| 34                                 | Thomas Vanbesien (BEL)    | 76e                   |
| 35                                 | Bram Van Renterghem (BEL) | 37e                   |
| Directeur sportif : Luc Corneillie |                           |                       |

| 3M MMM                           | 3M MMM  | 3M MMM |
| -------------------------------- | ------- | ------ |
| Num                              | Coureur | Pos    |
| 36                               |         |        |
| 37                               |         |        |
| 38                               |         |        |
| 39                               |         |        |
| 40                               |         |        |
| 41                               |         |        |
| 42                               |         |        |
| Directeur sportif : Frank Boeckx |         |        |

| Cibel CIB                               | Cibel CIB                   | Cibel CIB |
| --------------------------------------- | --------------------------- | --------- |
| Num                                     | Coureur                     | Pos       |
| 43                                      | Joeri Stallaert (BEL)       | 9e        |
| 44                                      | Benjamin Verraes (BEL)      | 87e       |
| 45                                      | Jori Van Steenberghen (BEL) | 33e       |
| 46                                      | Thomas Gibbons (GBR)        | 55e       |
| 47                                      | Jens Geerinck (BEL)         | AB        |
| 48                                      | Kenny Goossens (BEL)        | 47e       |
| 49                                      | Kevin Callebaut (BEL)       | 34e       |
| Directeur sportif : Gaspard Van Petegem |                             |           |

| Ottignies-Perwez OTP               | Ottignies-Perwez OTP       | Ottignies-Perwez OTP |
| ---------------------------------- | -------------------------- | -------------------- |
| Num                                | Coureur                    | Pos                  |
| 50                                 | Julien Dechesne (BEL)      | 40e                  |
| 51                                 | Christopher Deguelle (BEL) | AB                   |
| 52                                 | Arne De Schuyter (BEL)     | 91e                  |
| 53                                 | Jelle Goderis (BEL)        | 106e                 |
| 54                                 | Grégory La Rose (BEL)      | 122e                 |
| 55                                 | Wim Reynaerts (BEL)        | 49e                  |
| 56                                 | Arnaud Voss (BEL)          | 38e                  |
| Directeur sportif : André Soetaers |                            |                      |

| VL Technics-Experza-Abutriek VLT     | VL Technics-Experza-Abutriek VLT | VL Technics-Experza-Abutriek VLT |
| ------------------------------------ | -------------------------------- | -------------------------------- |
| Num                                  | Coureur                          | Pos                              |
| 57                                   | Tom Bosmans (BEL)                | 5e                               |
| 58                                   | Axel De Corte (BEL)              | 32e                              |
| 59                                   | Brent Van De Kerkhove (BEL)      | 36e                              |
| 60                                   | Jan Logier (BEL)                 | 60e                              |
| 61                                   | Laurent Pieters (BEL)            | 58e                              |
| 62                                   | Guillaume Seye (BEL)             | 95e                              |
| 63                                   | Arjen Livyns (BEL)               | 75e                              |
| Directeur sportif : Rudy Vandenheede |                                  |                                  |

| Prorace PRO                          | Prorace PRO          | Prorace PRO |
| ------------------------------------ | -------------------- | ----------- |
| Num                                  | Coureur              | Pos         |
| 64                                   | Jordy Bouts (BEL)    | 39e         |
| 65                                   | Gertjan De Sy (BEL)  | 88e         |
| 66                                   | Brent Masure (BEL)   | 50e         |
| 67                                   | Joaquim Durant (BEL) | 108e        |
| 68                                   | Marc Franken (BEL)   | 110e        |
| 69                                   | Robin Mertens (BEL)  | 21e         |
| 70                                   | Jonas Orset (NOR)    | 69e         |
| Directeur sportif : Pascal Bellemans |                      |             |

| T.Palm-Pôle Continental Wallon PCW     | T.Palm-Pôle Continental Wallon PCW | T.Palm-Pôle Continental Wallon PCW |
| -------------------------------------- | ---------------------------------- | ---------------------------------- |
| Num                                    | Coureur                            | Pos                                |
| 71                                     | Jonathan Baratto (BEL)             | AB                                 |
| 72                                     | Maxime Vekeman (BEL)               | 51e                                |
| 73                                     | Guillaume Haag (BEL)               | AB                                 |
| 74                                     | Nicolas Mertz (BEL)                | 48e                                |
| 75                                     | Jeff Peelaers (BEL)                | AB                                 |
| 76                                     | Ian Vansumere (BEL)                | 57e                                |
| 77                                     | Andrew Ydens (BEL)                 | 26e                                |
| Directeur sportif : Pascal Pieterarens |                                    |                                    |

| Wallonie-Bruxelles WBC             | Wallonie-Bruxelles WBC  | Wallonie-Bruxelles WBC |
| ---------------------------------- | ----------------------- | ---------------------- |
| Num                                | Coureur                 | Pos                    |
| 78                                 | Olivier Chevalier (BEL) | 77e                    |
| 79                                 | Ludwig De Winter (BEL)  | 129e                   |
| 80                                 | Jonathan Dufrasne (BEL) | 130e                   |
| 81                                 | Gaëtan Pons (BEL)       | 14e                    |
| 82                                 | Antoine Warnier (BEL)   | 28e                    |
| 83                                 | Thomas Wertz (BEL)      | AB                     |
| 84                                 |                         |                        |
| Directeur sportif : Alexandre Abel |                         |                        |

| Van Der Vurst-Hiko VDV             | Van Der Vurst-Hiko VDV    | Van Der Vurst-Hiko VDV |
| ---------------------------------- | ------------------------- | ---------------------- |
| Num                                | Coureur                   | Pos                    |
| 85                                 | Stijn De Bock (BEL)       | 127e                   |
| 86                                 | Jeroen D'Heer (BEL)       | 64e                    |
| 87                                 | Frederik Töpke (BEL)      | 86e                    |
| 88                                 | Axel Gremelpont (BEL)     | 99e                    |
| 89                                 | Rutger Roelandts (BEL)    | 109e                   |
| 90                                 | Goran Van de Walle (BEL)  | 70e                    |
| 91                                 | Frederik Vandewiele (BEL) | 16e                    |
| Directeur sportif : Jurgen De Smet |                           |                        |

| Veranclassic-Ekoï VER               | Veranclassic-Ekoï VER           | Veranclassic-Ekoï VER |
| ----------------------------------- | ------------------------------- | --------------------- |
| Num                                 | Coureur                         | Pos                   |
| 92                                  | Thomas Vaubourzeix (FRA)        | 3e                    |
| 93                                  | Justin Jules (FRA)              | 10e                   |
| 94                                  | Robin Stenuit (BEL)             | 92e                   |
| 95                                  | Edwig Cammaerts (BEL)           | 82e                   |
| 96                                  | Francesco Van Coppernolle (BEL) | 22e                   |
| 97                                  | Niels De Rooze (BEL)            | 65e                   |
| 98                                  | Serge Dewortelaer (BEL)         | 113e                  |
| Directeur sportif : Willy Teirlinck |                                 |                       |

| Baguet-MIBA Poorten-Indulek BMP     | Baguet-MIBA Poorten-Indulek BMP | Baguet-MIBA Poorten-Indulek BMP |
| ----------------------------------- | ------------------------------- | ------------------------------- |
| Num                                 | Coureur                         | Pos                             |
| 99                                  | Niels Vandyck (BEL)             | 101e                            |
| 100                                 | Matthias Onghena (BEL)          | 27e                             |
| 101                                 | Ruben Geerinckx (BEL)           | 30e                             |
| 102                                 | Jasper Van Der Schelden (BEL)   | 54e                             |
| 103                                 | Titte Van Laer (BEL)            | 123e                            |
| 104                                 | Ruben De Marez (BEL)            | 63e                             |
| 105                                 | Lucas De Vos (BEL)              | AB                              |
| Directeur sportif : Stieven Lauwers |                                 |                                 |

| Asfra Racing Oudenaarde ASF   | Asfra Racing Oudenaarde ASF | Asfra Racing Oudenaarde ASF |
| ----------------------------- | --------------------------- | --------------------------- |
| Num                           | Coureur                     | Pos                         |
| 106                           | Dan Whelan (GBR)            | AB                          |
| 107                           | Angelo De Ketele (BEL)      | AB                          |
| 108                           | Brecht Denys (LTU)          | AB                          |
| 109                           | Tim Poriau (BEL)            | AB                          |
| 110                           | Glenn Velle (BEL)           | 78e                         |
| 111                           | Pieter Verwee (BEL)         | 118e                        |
| 112                           | Kevin Verwaest (BEL)        | 119e                        |
| Directeur sportif : Luc Assez |                             |                             |

| Vastgoedservice-Golden Palace VGS | Vastgoedservice-Golden Palace VGS | Vastgoedservice-Golden Palace VGS |
| --------------------------------- | --------------------------------- | --------------------------------- |
| Num                               | Coureur                           | Pos                               |
| 113                               | Sander Cordeel (BEL)              | 45e                               |
| 114                               | Alexander Cools (BEL)             | 124e                              |
| 115                               | Gerry Druyts (BEL)                | AB                                |
| 116                               | Sam Lennertz (BEL)                | 89e                               |
| 117                               | Kevin Peeters (BEL)               | AB                                |
| 118                               | Rob Ruijgh (NED)                  | 73e                               |
| 119                               | Alphonse Vermote (BEL)            | 72e                               |
| Directeur sportif : Roger Loysch  |                                   |                                   |

| Profel United PFU                | Profel United PFU        | Profel United PFU |
| -------------------------------- | ------------------------ | ----------------- |
| Num                              | Coureur                  | Pos               |
| 120                              | Michiel Broes (BEL)      | 59e               |
| 121                              | Gregory Franckaert (BEL) | 107e              |
| 122                              | Jeroen Eyskens (BEL)     | 44e               |
| 123                              | Joren Segers (BEL)       | AB                |
| 124                              | Glenn Debruyne (BEL)     | 19e               |
| 125                              | Niels Reynvoet (BEL)     | 56e               |
| 126                              | Nick Wynants (BEL)       | 62e               |
| Directeur sportif : Johan Remels |                          |                   |

| Colba-Superano Ham CSH            | Colba-Superano Ham CSH    | Colba-Superano Ham CSH |
| --------------------------------- | ------------------------- | ---------------------- |
| Num                               | Coureur                   | Pos                    |
| 127                               | Nick van der Meer (NED)   | 79e                    |
| 128                               | Jelle Mannaerts (BEL)     | 31e                    |
| 129                               | Kevin Suarez (BEL)        | AB                     |
| 130                               | Bryan Verdoolaege (BEL)   | 74e                    |
| 131                               | Egidijus Juodvalkis (LTU) | 67e                    |
| 132                               | Kevin Claeys (BEL)        | AB                     |
| 133                               | Quincy Vens (BEL)         | 102e                   |
| Directeur sportif : Peter Bauwens |                           |                        |

| Wanty-Groupe Gobert WGG                 | Wanty-Groupe Gobert WGG | Wanty-Groupe Gobert WGG |
| --------------------------------------- | ----------------------- | ----------------------- |
| Num                                     | Coureur                 | Pos                     |
| 134                                     | Kévin Van Melsen (BEL)  | 90e                     |
| 135                                     | Jérôme Baugnies (BEL)   | 116e                    |
| 136                                     | Francis De Greef (BEL)  | 100e                    |
| 137                                     | Boris Dron (BEL)        | AB                      |
| 138                                     | Tom Devriendt (BEL)     | AB                      |
| 139                                     | Jan Ghyselinck (BEL)    | AB                      |
| 140                                     |                         |                         |
| Directeur sportif : Sébastien Demarbaix |                         |                         |

| Topsport Vlaanderen-Baloise TSV | Topsport Vlaanderen-Baloise TSV | Topsport Vlaanderen-Baloise TSV |
| ------------------------------- | ------------------------------- | ------------------------------- |
| Num                             | Coureur                         | Pos                             |
| 141                             | Edward Theuns (BEL)             | 17e                             |
| 142                             | Jef Van Meirhaeghe (BEL)        | 2e                              |
| 143                             | Otto Vergaerde (BEL)            | 114e                            |
| 144                             | Kenny De Ketele (BEL)           | 7e                              |
| 145                             | Oliver Naesen (BEL)             | 46e                             |
| 146                             | Jelle Wallays (BEL)             | 1er                             |
| 147                             | Amaury Capiot (BEL)             | 12e                             |
| Directeur sportif : Luc Colijn  |                                 |                                 |

| Sunweb-Napoleon Games SUN           | Sunweb-Napoleon Games SUN    | Sunweb-Napoleon Games SUN |
| ----------------------------------- | ---------------------------- | ------------------------- |
| Num                                 | Coureur                      | Pos                       |
| 148                                 | Angelo De Clercq (BEL)       | 11e                       |
| 149                                 | Elias Van Hecke (BEL)        | 29e                       |
| 150                                 | Thomas Joseph (BEL)          | 61e                       |
| 151                                 | Yorben Van Tichelt (BEL)     | 94e                       |
| 152                                 | Michael Vanthourenhout (BEL) | 115e                      |
| 153                                 | Klaas Vantornout (BEL)       | 117e                      |
| 154                                 |                              |                           |
| Directeur sportif : Mario De Clercq |                              |                           |

| An Post-ChainReaction SKT         | An Post-ChainReaction SKT | An Post-ChainReaction SKT |
| --------------------------------- | ------------------------- | ------------------------- |
| Num                               | Coureur                   | Pos                       |
| 155                               |                           |                           |
| 156                               |                           |                           |
| 157                               |                           |                           |
| 158                               |                           |                           |
| 159                               |                           |                           |
| 160                               |                           |                           |
| 161                               |                           |                           |
| Directeur sportif : Kurt Bogaerts |                           |                           |

| Differdange-Losch CCD           | Differdange-Losch CCD   | Differdange-Losch CCD |
| ------------------------------- | ----------------------- | --------------------- |
| Num                             | Coureur                 | Pos                   |
| 162                             | Kacper Nowicki (POL)    | AB                    |
| 163                             | Krisztián Lovassy (HUN) | 66e                   |
| 164                             | Sven Fritsch (LUX)      | 128e                  |
| 165                             |                         |                       |
| 166                             |                         |                       |
| 167                             | Cedric Raymackers (BEL) | 80e                   |
| 168                             | Manuel Stocker (SUI)    | 134e                  |
| Directeur sportif : Marc Godart |                         |                       |

| GF Pro-Fachklinik Dr. Herzog GFP   | GF Pro-Fachklinik Dr. Herzog GFP | GF Pro-Fachklinik Dr. Herzog GFP |
| ---------------------------------- | -------------------------------- | -------------------------------- |
| Num                                | Coureur                          | Pos                              |
| 169                                |                                  |                                  |
| 170                                |                                  |                                  |
| 171                                |                                  |                                  |
| 172                                |                                  |                                  |
| 173                                |                                  |                                  |
| 174                                |                                  |                                  |
| 175                                |                                  |                                  |
| Directeur sportif : Dirk Schlosser |                                  |                                  |

| ABC Elite ABC                      | ABC Elite ABC | ABC Elite ABC |
| ---------------------------------- | ------------- | ------------- |
| Num                                | Coureur       | Pos           |
| 176                                |               |               |
| 177                                |               |               |
| 178                                |               |               |
| 179                                |               |               |
| 180                                |               |               |
| 181                                |               |               |
| 182                                |               |               |
| Directeur sportif : Christian Wang |               |               |

| CC Nogent-sur-Oise NOG            | CC Nogent-sur-Oise NOG     | CC Nogent-sur-Oise NOG |
| --------------------------------- | -------------------------- | ---------------------- |
| Num                               | Coureur                    | Pos                    |
| 183                               | Nicolas Garbet (FRA)       | AB                     |
| 184                               | Sébastien Havot (FRA)      | AB                     |
| 185                               | Adrien Garel (FRA)         | 98e                    |
| 186                               | Vincent Ginelli (FRA)      | 24e                    |
| 187                               | Jérémy Lecroq (FRA)        | 20e                    |
| 188                               | Nicolas Legras (FRA)       | 53e                    |
| 189                               | Julien Van Haverbeke (FRA) | 23e                    |
| Directeur sportif : Pascal Carlot |                            |                        |

| Wetterse Dakwerken-Trawobo-VDM WDT | Wetterse Dakwerken-Trawobo-VDM WDT | Wetterse Dakwerken-Trawobo-VDM WDT |
| ---------------------------------- | ---------------------------------- | ---------------------------------- |
| Num                                | Coureur                            | Pos                                |
| 190                                | David Motte (BEL)                  | 111e                               |
| 191                                | Laurens Dult (BEL)                 | 126e                               |
| 192                                | David Beulens (BEL)                | AB                                 |
| 193                                | Frederik Van Boven (BEL)           | 131e                               |
| 194                                | Jasper Temmerman (BEL)             | AB                                 |
| 195                                | Ben Stassijns (BEL)                | AB                                 |
| 196                                | Jens Van Durme (BEL)               | 125e                               |
| Directeur sportif : Frederik Penne |                                    |                                    |